# Monolepta anatolica
Monolepta anatolica là một loài bọ cánh cứng trong họ Chrysomelidae. Loài này được Bezdek miêu tả khoa học năm 1998.